# 松浦陞

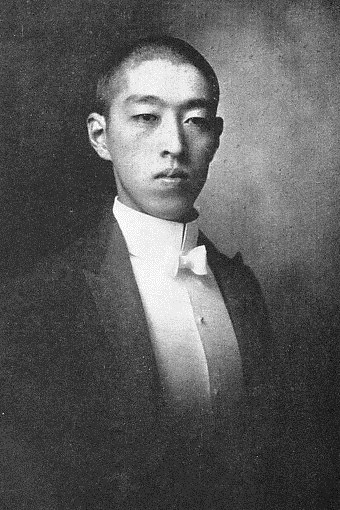
松浦陞

松浦 陞（まつら すすむ、1884年（明治17年）3月15日 - 1962年（昭和37年）8月31日）は、明治時代から昭和時代の華族。旧平戸藩主松浦家第39代当主。茶人。鎮信流を継承する石州流鎮信派の家元で如月と号する。
松浦厚の子。夫人は徳川篤敬長女敬子。敬子病没後、水無瀬忠輔の娘治子を夫人に迎える。子に松浦素、松浦規、松浦擇、松浦敏ら。

## 経歴
明治32年（1899年）、学習院初等学科を卒業する。昭和9年（1934年）、父厚の死去により、家督を継ぐ。茶道の家元として若いときより精力を注ぎ、皇族にも伝授をしている。昭和30年（1955年）松浦史料博物館設立のため、明治26年（1893年）に平戸に建てられた松浦家の私邸「鶴ヶ峰邸」の建物・土地および先祖伝来の資料を寄贈した。

## 家族
- 父：松浦厚
- 母：不詳
- 妻：敬子 - 徳川篤敬長女
- 後妻：治子 - 水無瀬忠輔の娘
- 子女
  - 男子：松浦素
  - 男子：松浦規
  - 男子：松浦擇
  - 男子：松浦敏

## 栄典
- 1916年（大正5年）5月30日 - 正五位[2]